# Primera plana (diaris)

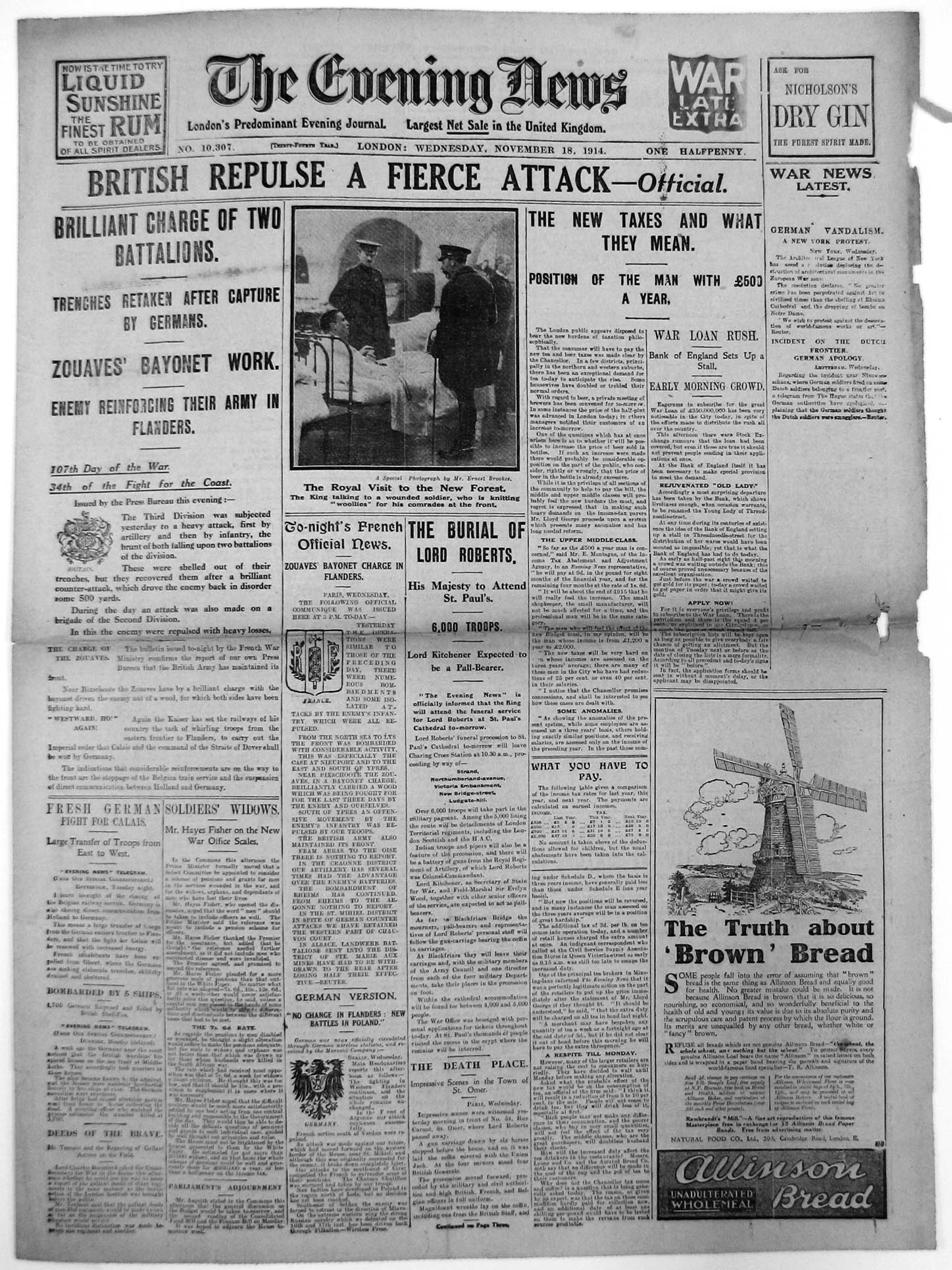
Primera plana del diari britànic The Evening News del 18 de novembre de 1914

La primera plana d'un diari és la pàgina inicial on hi ha la capçalera, que identifica la publicació (títol, data, director, etc.), així com els titulars, que destaquen les notícies principals del dia. Modernament pot anar il·lustrada. És la plana més important del diari, com a element que resta a la vista i que, exposat en quioscos o altres punts de venda, ha de cridar l'atenció del comprador. Per això els consells de redacció s'esforcen a fer-la prou sintètica textualment, de manera que informi amb eficiència sobre el contingut del número, i alhora prou atractiva quant a la composició, per tal de propiciar la compra del diari i el desig de llegir-lo.
El català primera plana equival a l'anglès front page; esp. primera plana; fr. [la] une; it. prima pagina; etc.
La primera plana començà a prendre aquesta morfologia a inicis del segle xx; anteriorment el més habitual era que sota la capçalera hi hagués diversos articles, sovint disposats en columnes, sense gaire titulars ni altres elements que servissin de guia visual.

## Precisions terminològiques
En les darreres dècades s'ha estès l'error d'anomenar "portada" la primera plana, en la convicció, igualment errònia, que "portada" és l'element dels llibres que resta a la vista, i, per extensió, qualsevol element que estigui a la vista en qualsevol mena de document. En realitat, la portada és la pàgina identificativa dels llibres, mentre que l'element dels llibres que està a la vista és la coberta. Els diaris, però, no tenen coberta, ni tampoc portada: l'element identificador dels diaris (equivalent funcional de la portada dels llibres) és la capçalera. Aquest error terminològico-conceptual, relativament recent, es dona per calc de l'espanyol europeu, en què, d'altra banda, constitueix un ús igualment erroni.